# Mark Wilson (football)
Pour les articles homonymes, voir Mark Wilson et Wilson.
Mark Wilson est un footballeur écossais, né le 5 juin 1984 à Glasgow en Écosse. Il évolue au poste d'arrière droit.

## Carrière
- 2000-2006 :  Dundee United
- 2006-2012 :  Celtic Glasgow
- 2012-2013 :  Bristol City
- 2013-jan. 2015 :  Dundee United
- fév. 2015-2015 :  Dumbarton FC[2],[3],[4]

## Palmarès
Celtic Glasgow
- Scottish League
  - Champion (4) : 2006, 2007, 2008, 2012
- Coupe d'Écosse
  - Vainqueur (2) : 2007, 2011
- Coupe de la Ligue
  - Vainqueur (2) : 2006, 2009

 Dundee United 
- Coupe de la Ligue écossaise
  - Finaliste : 2015

### Personnel
- Membre de l'équipe-type de Scottish Premier League en 2011